# Brasema lambi
Brasema lambi är en stekelart som först beskrevs av Girault 1915.  Brasema lambi ingår i släktet Brasema och familjen hoppglanssteklar. Inga underarter finns listade.